# Giuseppe Asclepi
Pour les articles homonymes, voir Asclepi.
Giuseppe Maria Asclepi (21 avril 1706, Macerata – 21 juillet 1776, Rome) est un astronome et un physicien italien, Jésuite et qui a été directeur de l'observatoire de l'Université pontificale grégorienne à Rome.

## Biographie
Asclepi est un jésuite italien du XVIIIe siècle s'étant intéressé à l'astronomie et à l'étude des étoiles et des planètes.
Durant les dernières années de sa vie, il succède à Roger Joseph Boscovich à la tête du Collège romain, institution académique d’enseignement supérieur.
Également directeur de l'Observatoire astronomique de l'Université pontificale grégorienne, le cratère Asclepi, sur la Lune, lui est intitulé depuis 1935.

## Travaux
- De veneris per solem transitu exercitatio astronomica habita in Collegio Romano (Rome, 1761).
- De objectivi micrometri usu in planetarum diametris metiendis. Exercitatio optico-astronomica habita in Collegio Romano a Patribus Societatis Jesu (Rome, 1765).
- De cometarum motu exercitatio astronomica habita in collegio Romano patribus Societatis Jesu Prid. Non. Septem (Rome, 1769).
- Lettera d'un matematico al signor Conte N.N. sopra l'oriuolo oltramontano, Siena Bonetti, 1750.